# إتيري
إتيري، (بالإنجليزية: Ìtiri Cannèdu)، (سردينيا: Ìtiri Cannèdu)، هي بلدية في مقاطعة ساساري، في سردينيا، إيطاليا. اعتبارا من عام 2016، كان هناك 8619 شخصًا يعيشون هناك. تبلغ مساحتها 111.46 كيلومتر مربع. 400 متر فوق مستوى سطح البحر.

## السكان
في سنة 1861 بلغ عدد السكان 4٬394 نسمة، وتطور العدد ليصل في سنة 2011 لـ 8٬868 نسمة.
يظهر هذا المخطط البياني تطور النمو السكاني لـ إتيري